# Biserica reformată din Tonciu
Biserica reformată din Tonciu este un monument istoric aflat pe teritoriul satului Tonciu, comuna Galații Bistriței. În Repertoriul Arheologic Național, monumentul apare cu codul 33328.02.

## Localitatea
Tonciu, mai demult Toncea (în dialectul săsesc Totsch, Tôtš, în germană Tatsch, Totsch, în maghiară Tacs) este un sat în comuna Galații Bistriței din județul Bistrița-Năsăud, Transilvania, România. Satul este atestat documentar în anul 1356 sub numele: pos. Tonchaza. În 1602 satul este distrus complet de armata lui Gheorghe Basta, fiind nelocuit timp de 2 decenii, după care a fost recolonizat cu maghiari și sași de religie luterană. După Al Doilea Război Mondial sașii au fost deportați, astfel maghiarii obținând majoritate absolută.

## Biserica
Biserica medievală, de secol XV, a fost  reconstruită în 1711 și extinsă în 1800.

## Imagini din exterior

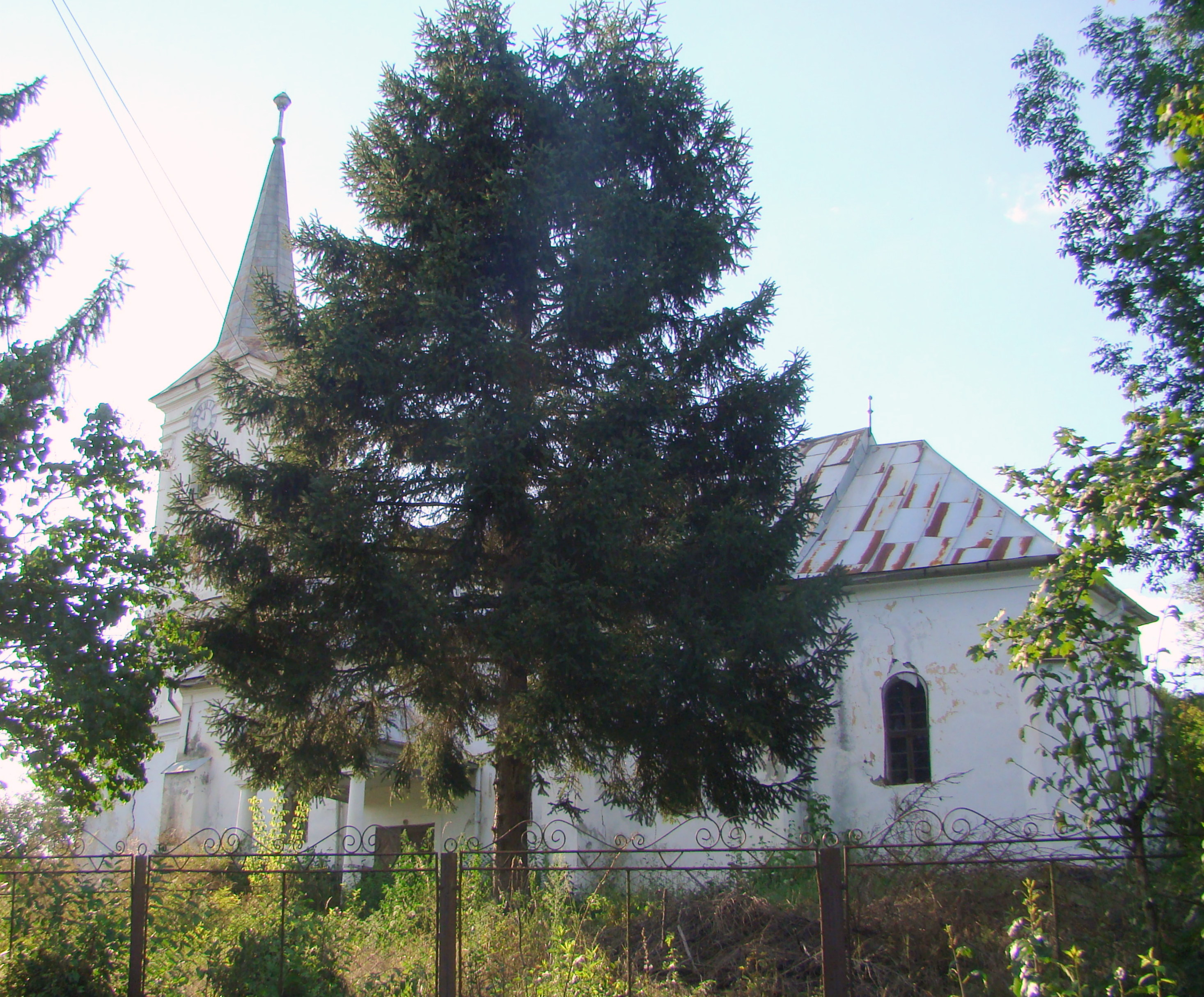
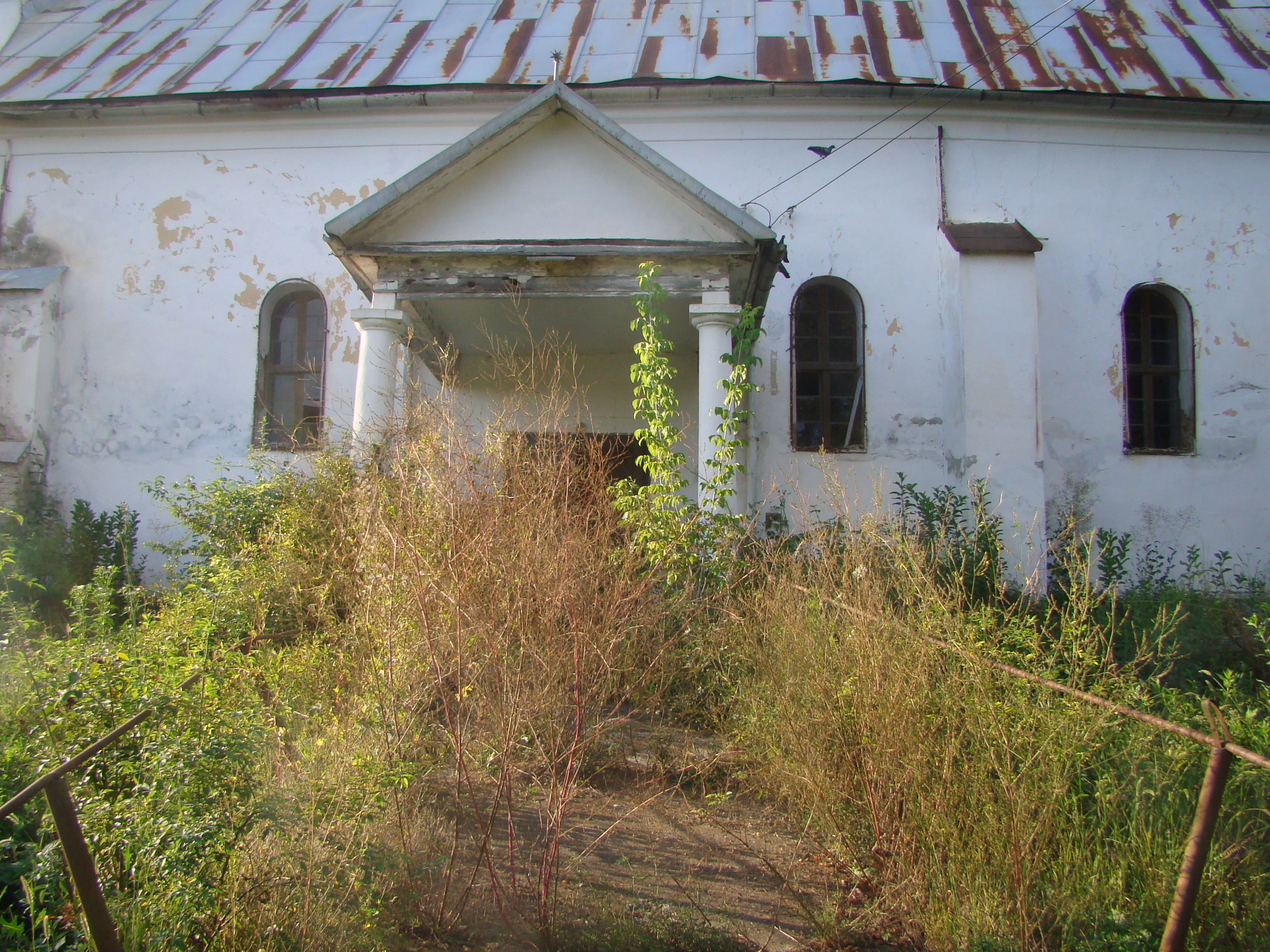
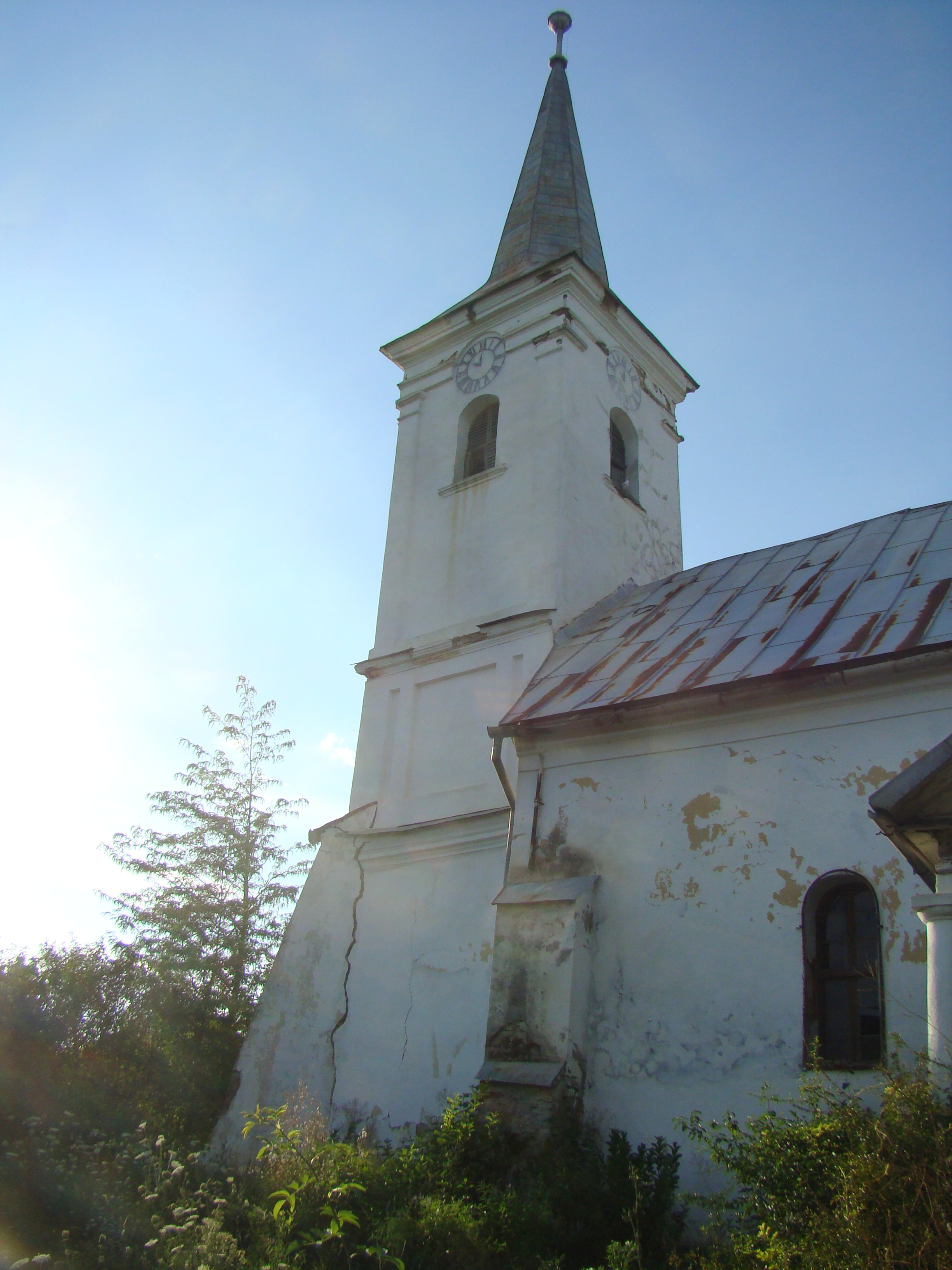
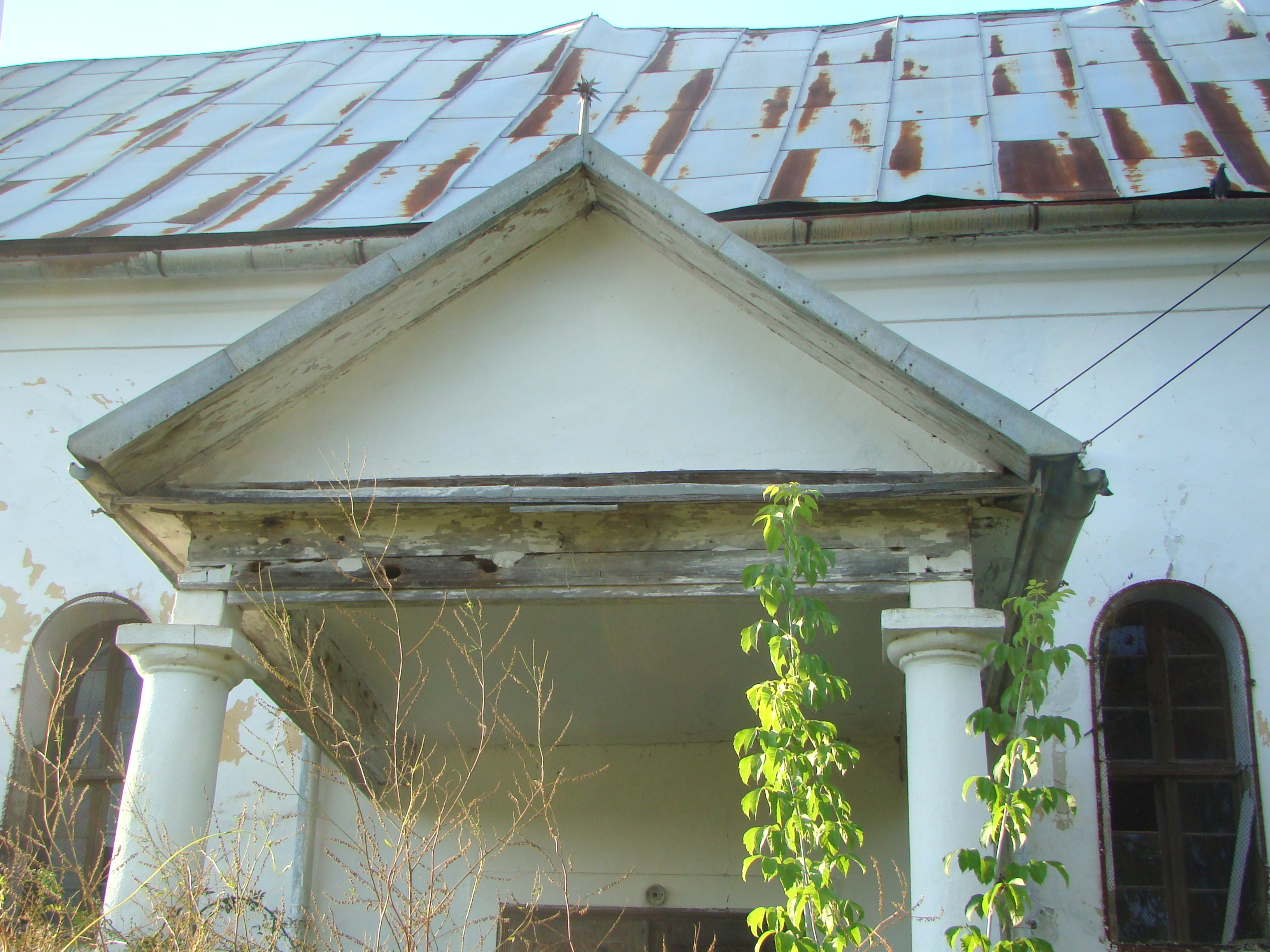
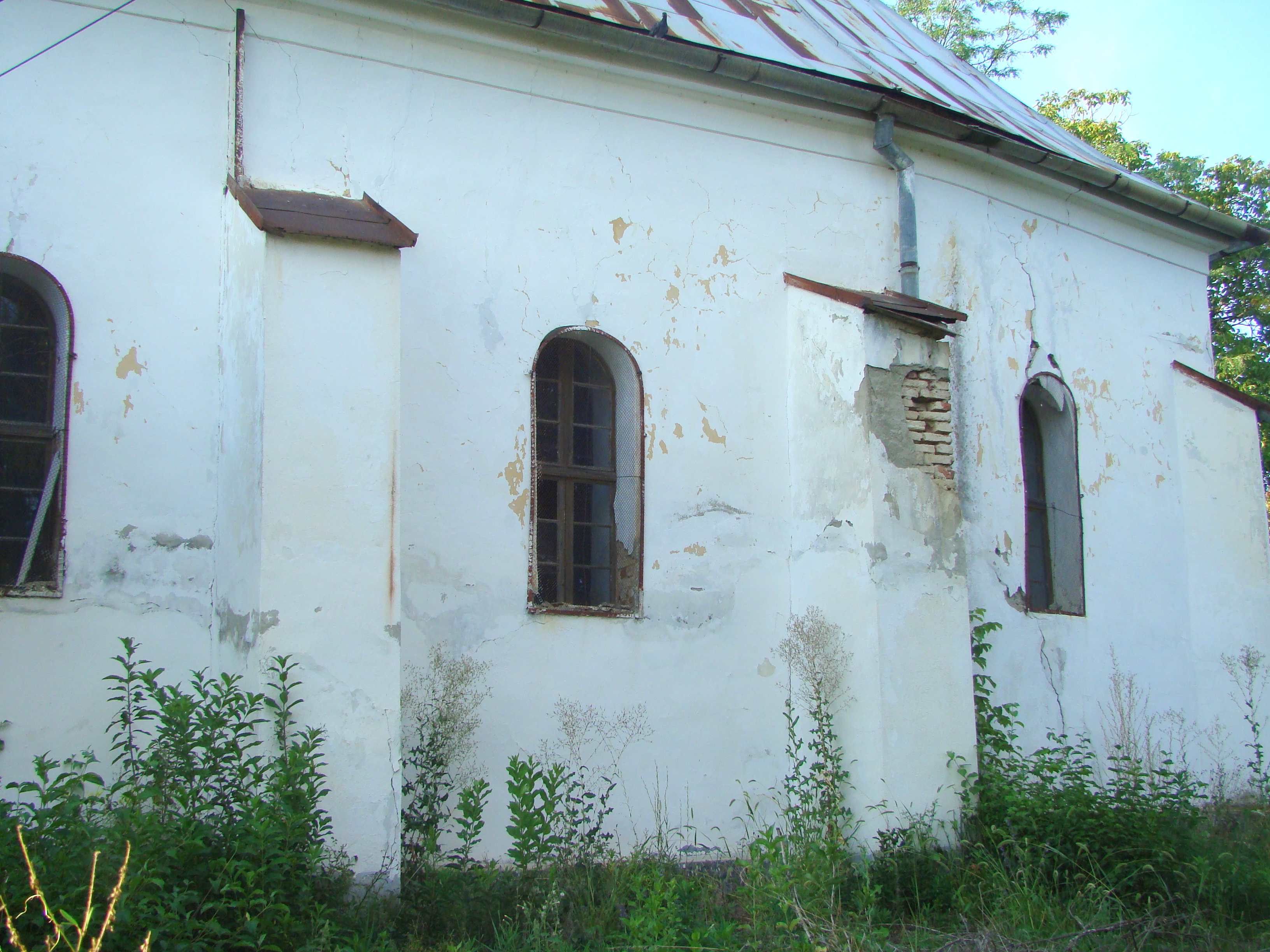
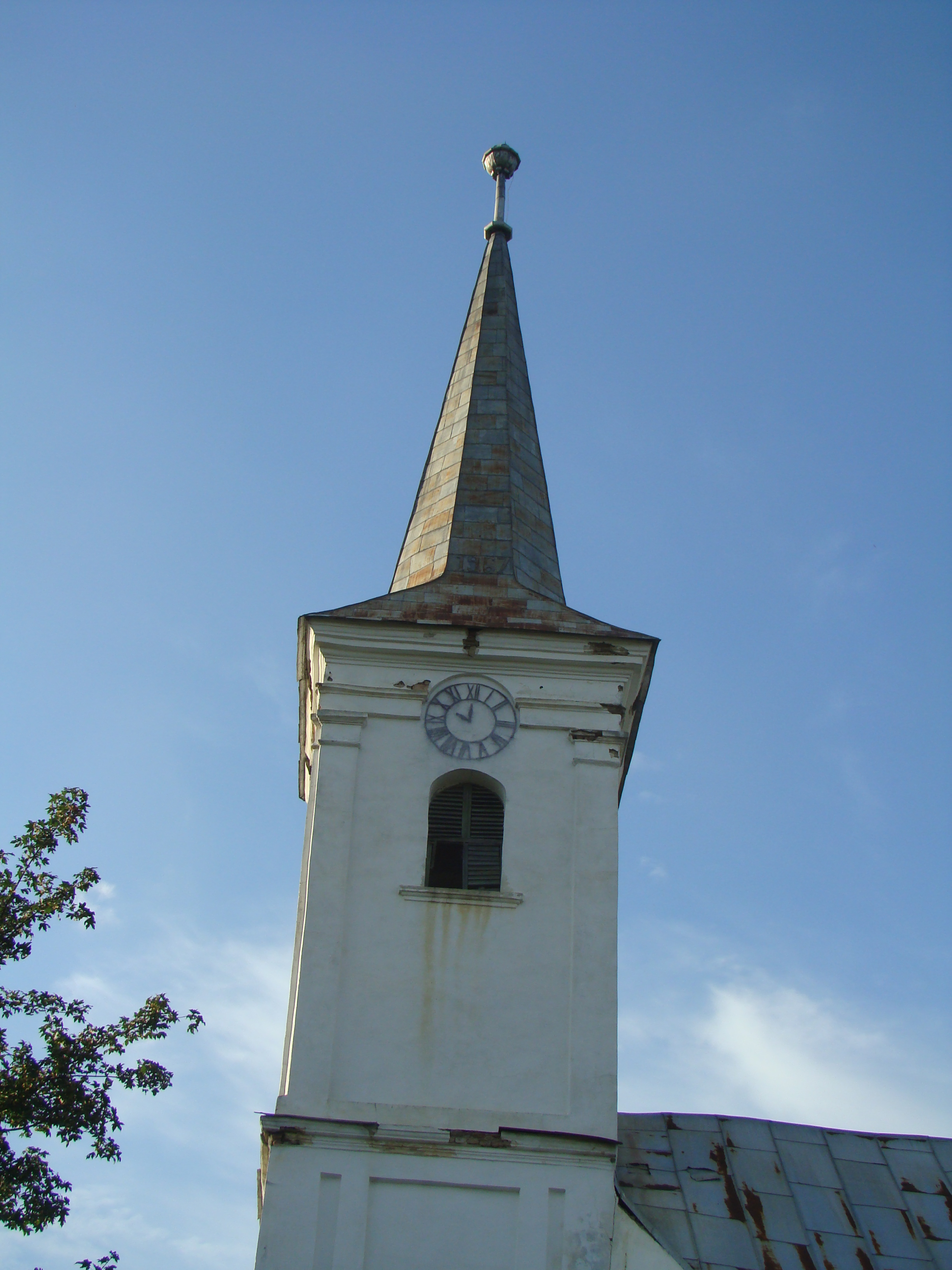
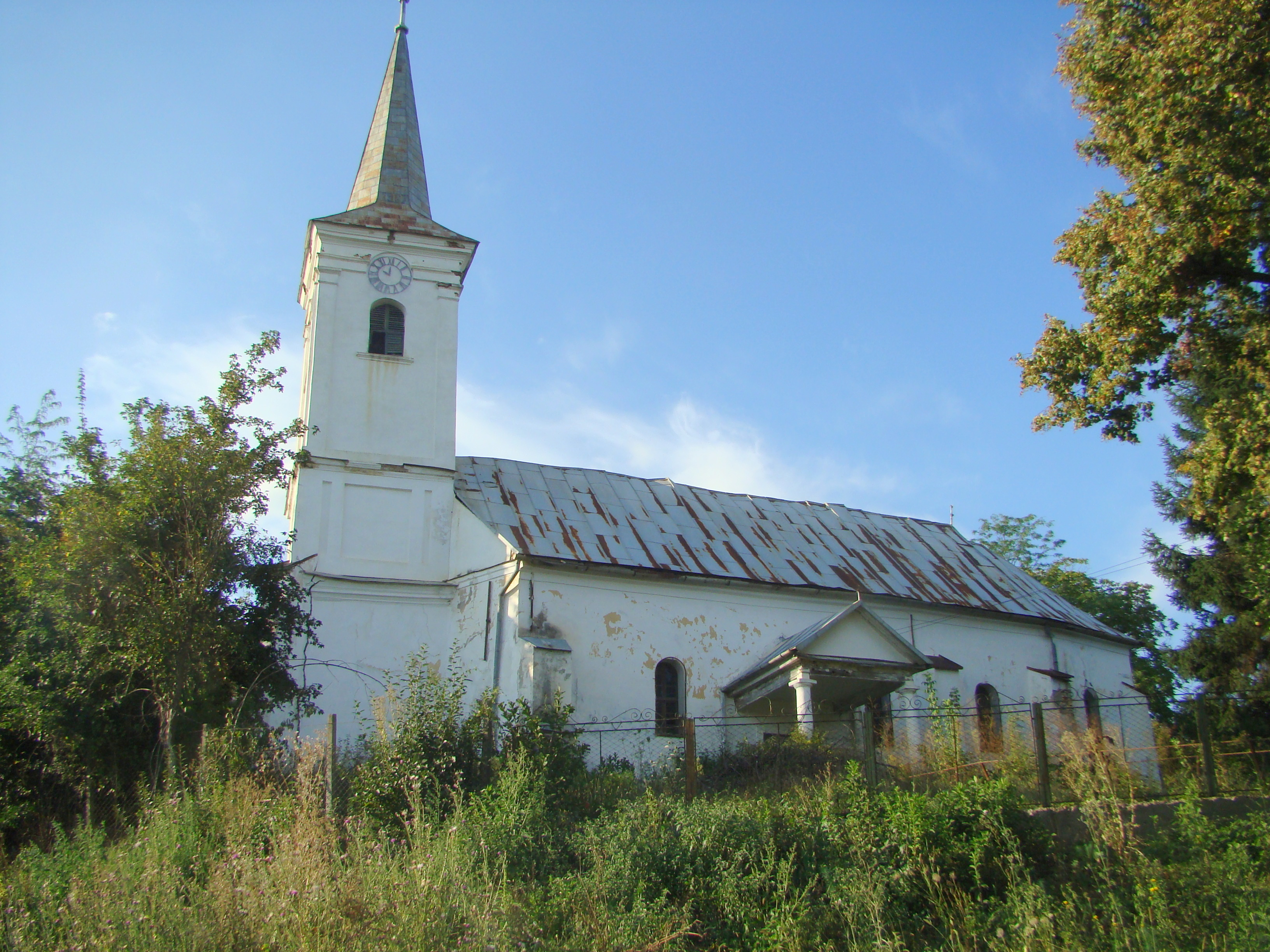

## Biserica reformată nouă care a preluat vechiul turn al bisericii luterane

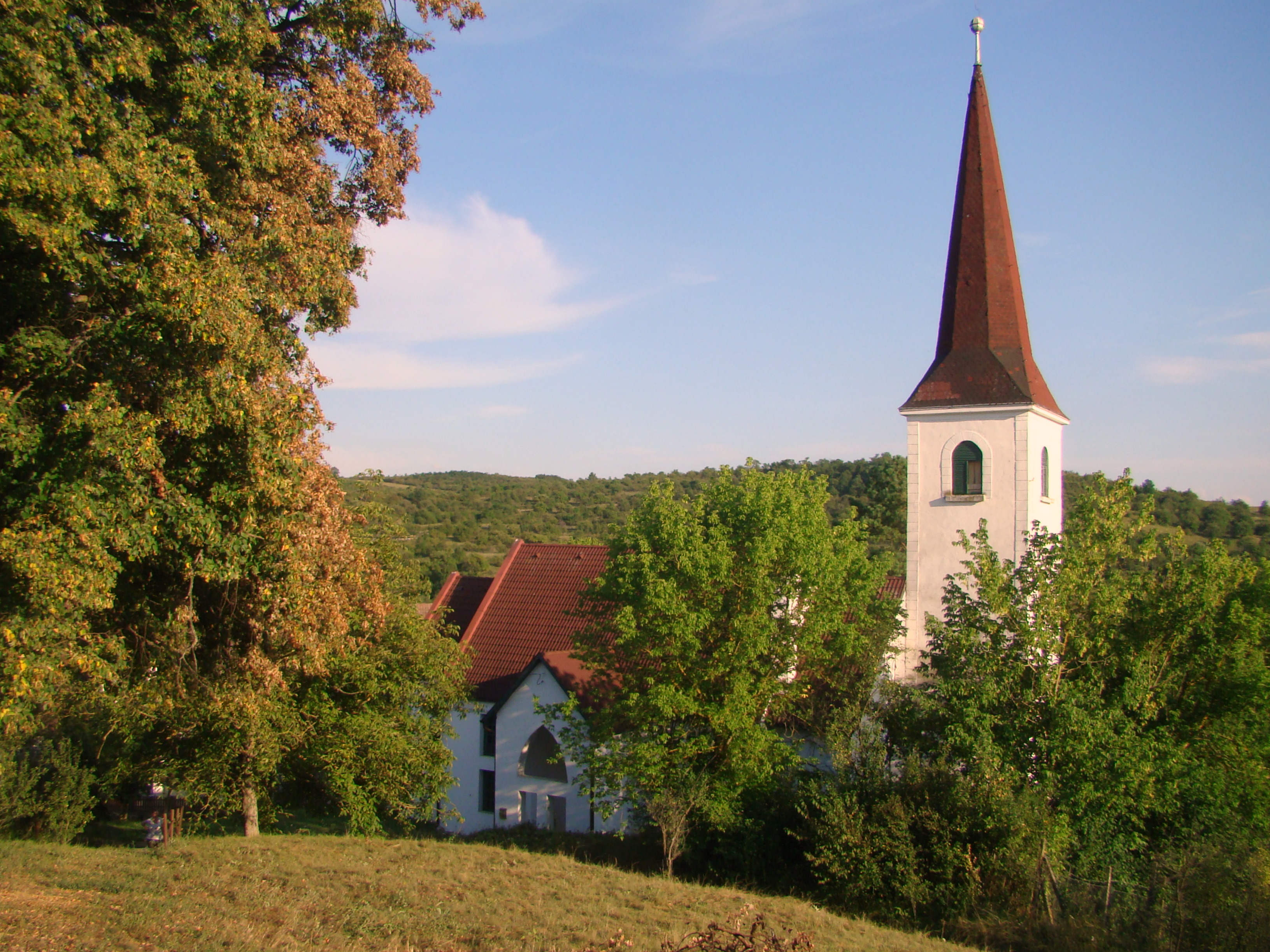
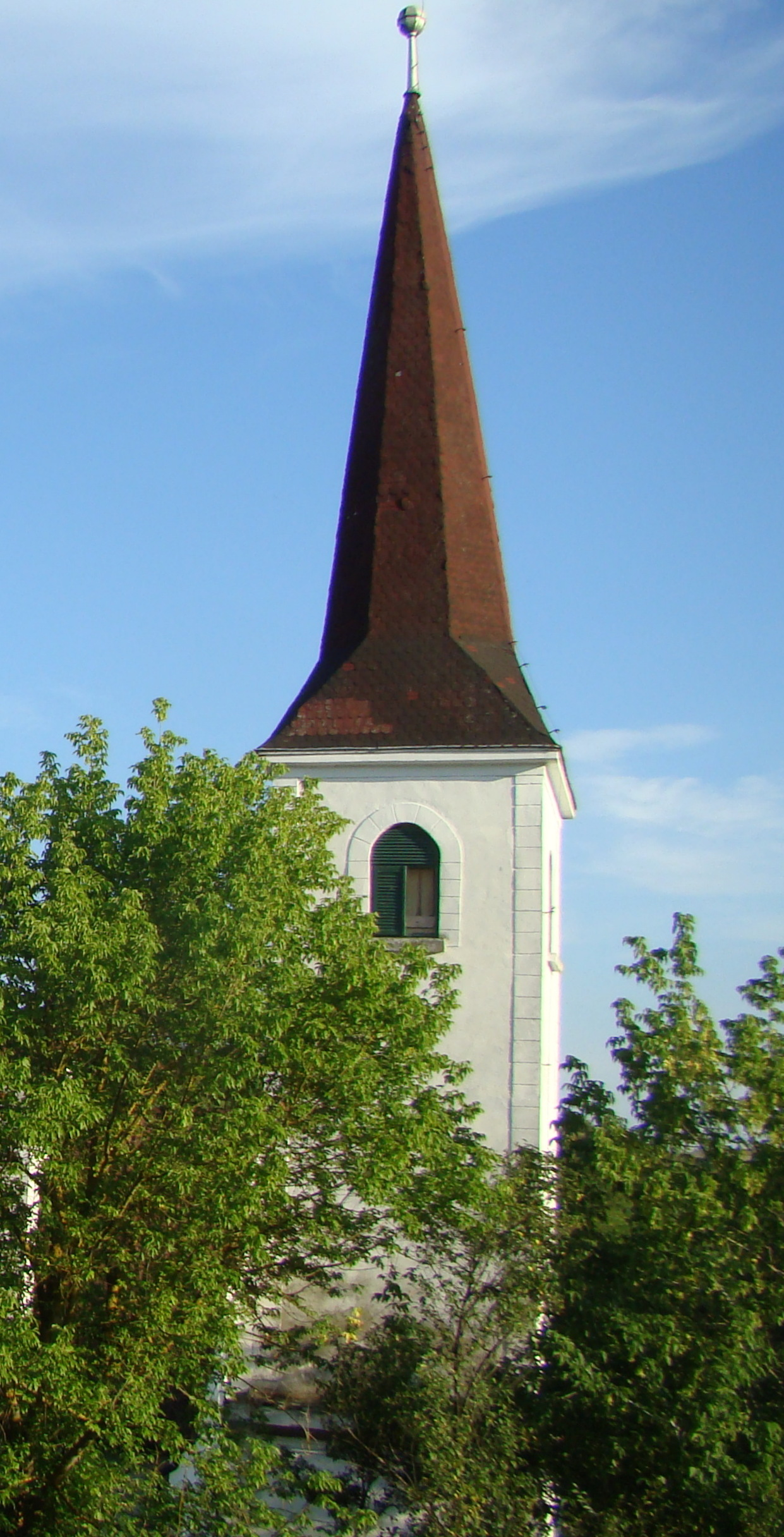
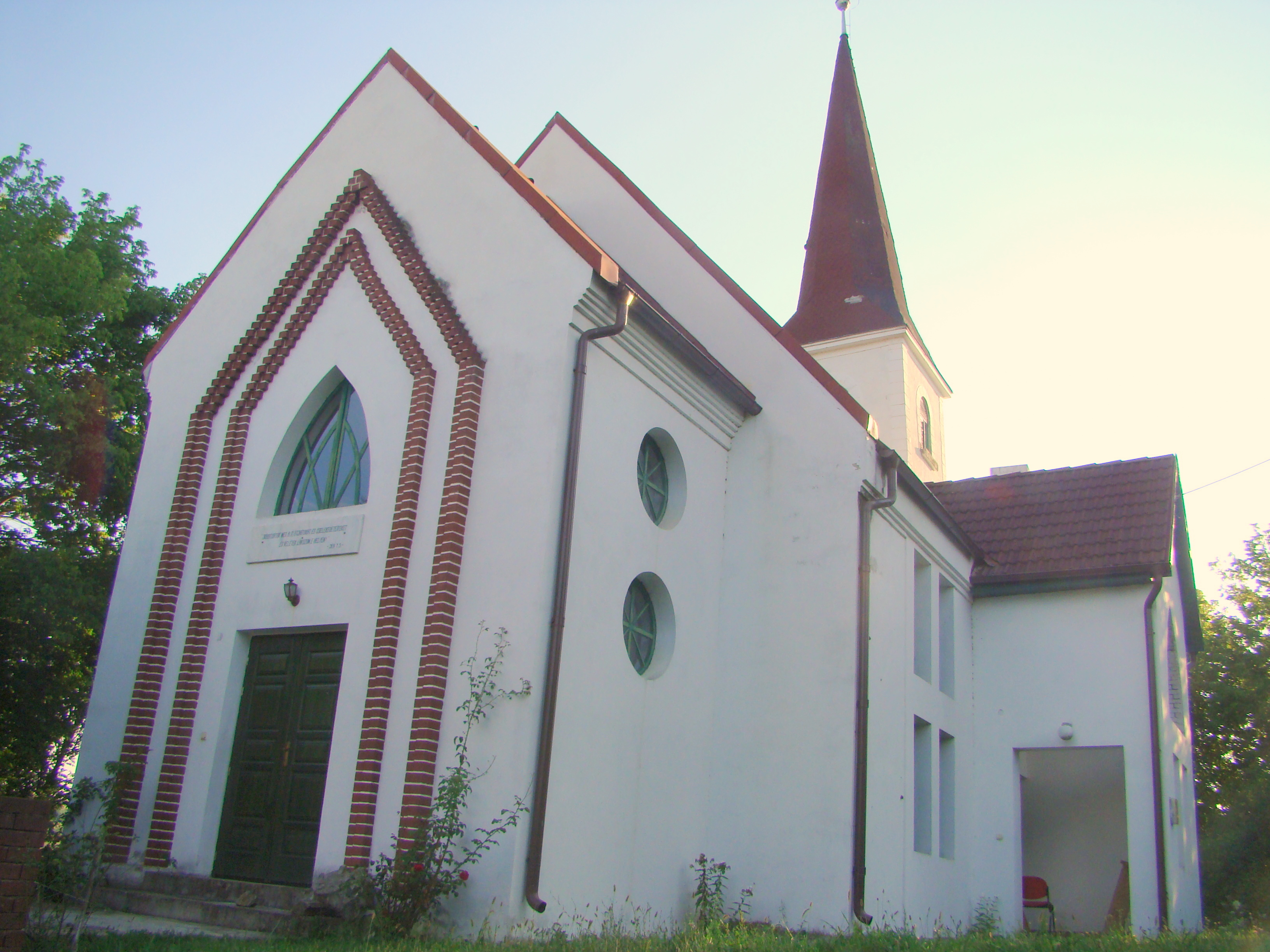
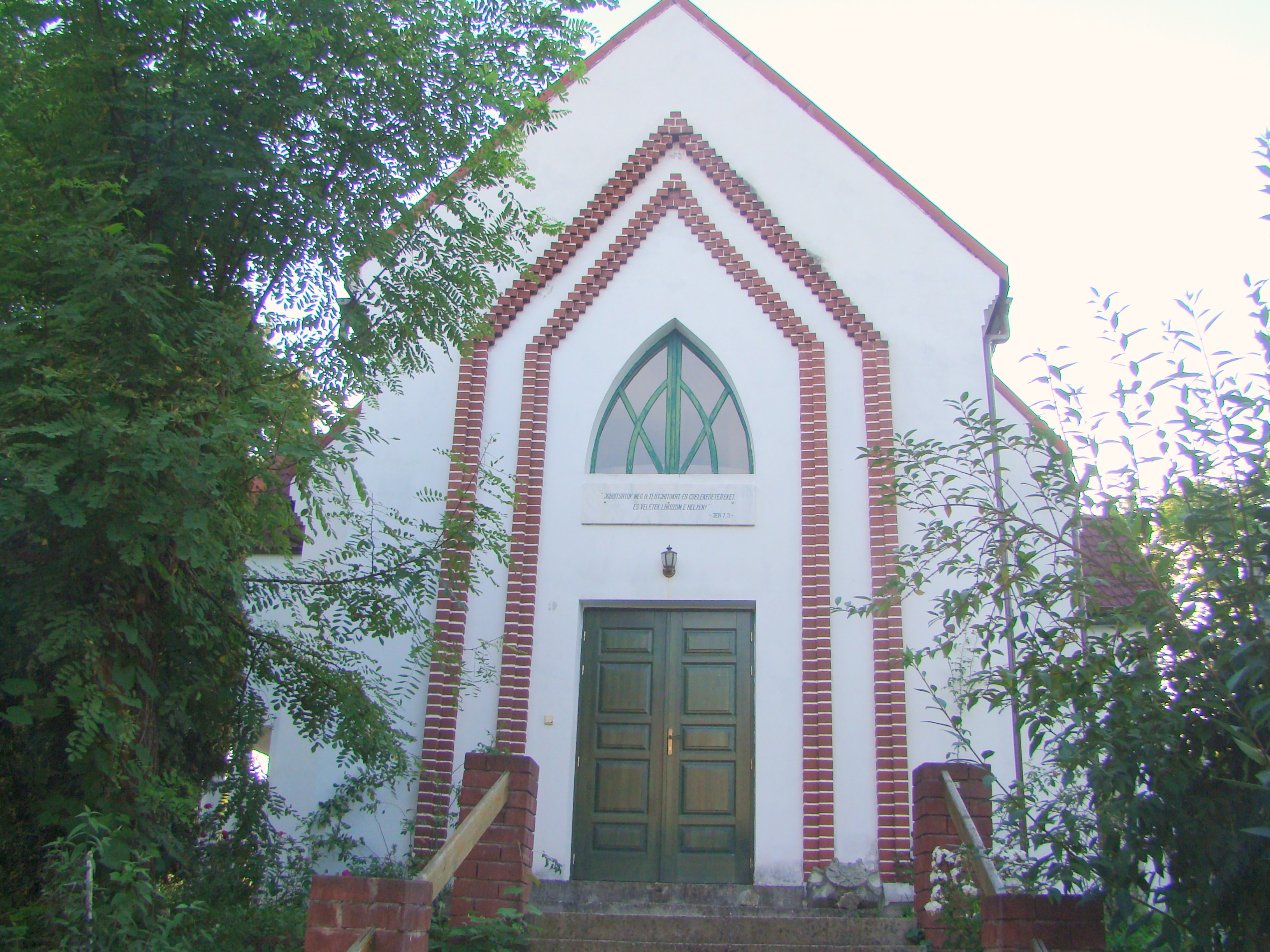
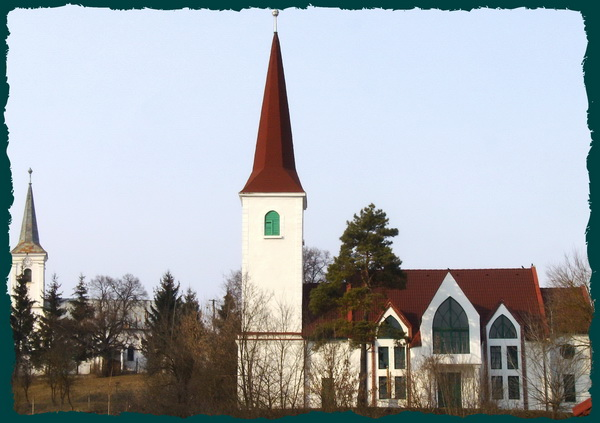
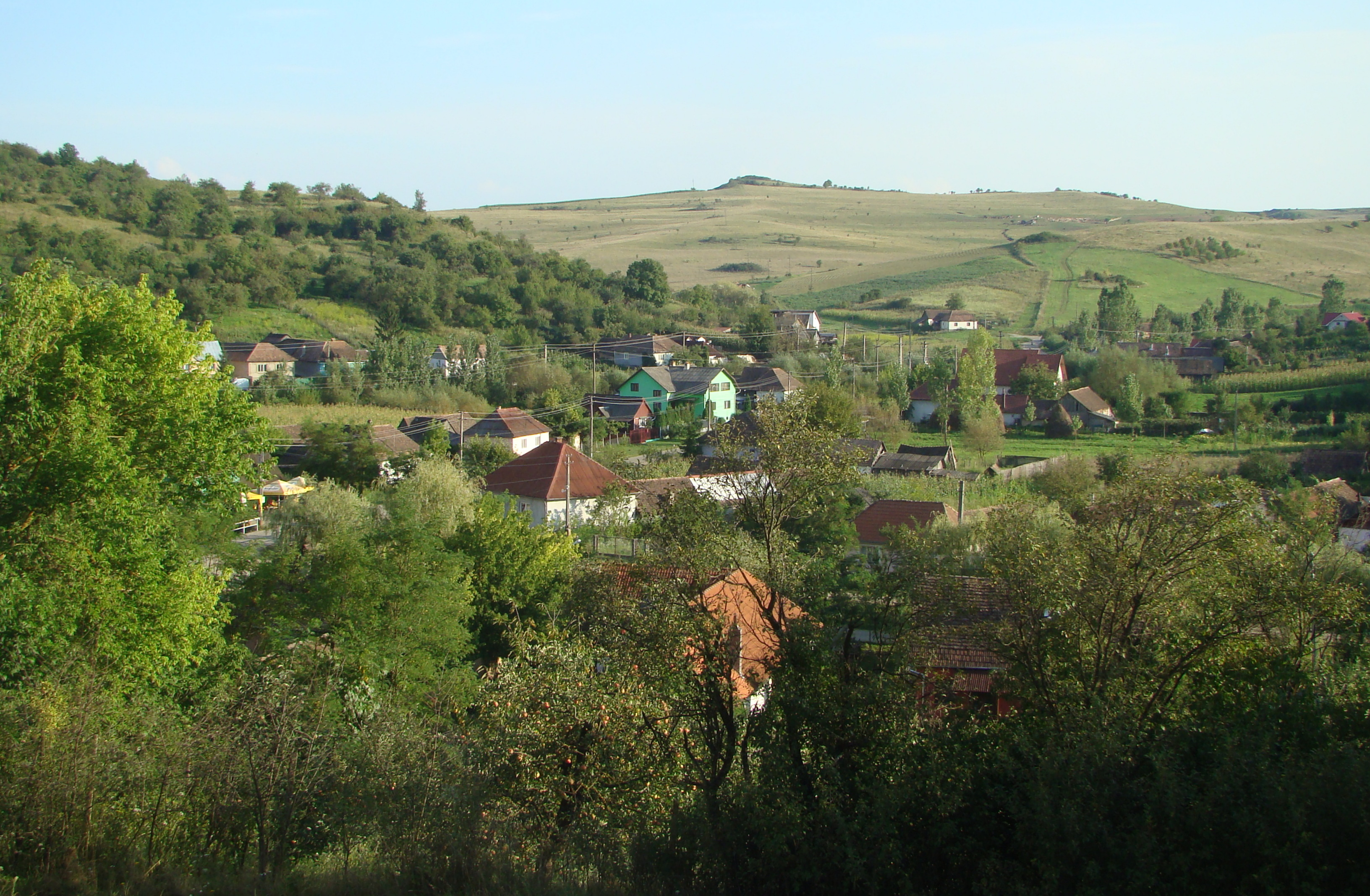

## Vezi și
- Tonciu, Bistrița-Năsăud